# Hedi Bogaers
Hedwig Gerda Cornelis Josephien (Hedi) Bogaers (Laren, 15 maart 1956 – Zierikzee, 5 april 2006) was een Nederlands beeldhouwer en schilder.

## Leven en werk
Bogaers was een dochter van Pieter Bogaers (1924-2008) en Femmigje Visscher (1917-1989). Een aantal jaren na haar geboorte werd haar vader lid van de Tweede Kamer en later minister. Ze volgde de opleiding plastische en ruimtelijke vormgeving aan de Academie voor Beeldende Kunsten in Rotterdam. Ze woonde en werkte vanaf 1976 in Zierikzee. Bogaers maakte diverse, veelal figuratieve beelden die in de openbare ruimte zijn geplaatst, met de mens als inspiratie. Ze schilderde ook en ontwierp een nieuwe ambtsketen voor de gemeente Schouwen-Duiveland (1998).
Bogaers overleed kort na haar 50e verjaardag.

## Werken (selectie)
- Pro Memorie (1993), Middelburg
- Moere (1996), Zuiddorpe
- Zuudwest (1998), Sint Philipsland
- Zeeuws Slavernijmonument (2005), Middelburg

- RKD-Nederlands Instituut voor Kunstgeschiedenis: 9893